# カイザー・フリードリヒ3世級戦艦
| カイザー・フリードリヒIII世級戦艦           | カイザー・フリードリヒIII世級戦艦 |
| ------------------------------------------- | --- |
| 竣工当時の「カイザー・フリードリヒIII世」。 | |
| 艦級概観                                    | |
| 艦種                                        | 戦艦 |
| 艦名                                        | 君主の名 |
| 前級                                        | ブランデンブルク級 |
| 次級                                        | ヴィッテルスバッハ級 |
| 性能諸元                                    | |
| 排水量                                      | 常備：13,208 トン 満載：11,785 トン |
| 全長                                        | 125.3m |
| 水線長                                      | 120.9m |
| 全幅                                        | 20.4m |
| 吃水                                        | 8.0m |
| 機関                                        | 海軍式石炭専焼水管缶10基 +三段膨張式三気筒レシプロ機関3基3軸推進 |
| 最大出力                                    | 13,000hp |
| 最大速力                                    | 17.5ノット |
| 航続距離                                    | 10ノット/3,410海里 |
| 燃料                                        | 石炭：650トン（常備）、1,070トン（満載） （1908年に重油：196トン追加） |
| 乗員                                        | 平時：622名 戦時：651名 |
| 兵装                                        | クルップ SKC/40 24cm（40口径）連装砲2基 クルップ SK L/40 15cm（40口径）単装速射砲18基 クルップ SKC/13 8.8cm（30口径）単装速射砲12基 37mm単装機砲12基 45cm水中魚雷発射管単装6基 |
| 装甲                                        | 舷側：225mm（水線最厚部）、150mm（水線末端部）、100mm（艦首部） 主甲板：50.8mm（平坦部）、75mm（傾斜部） 主砲塔：250mm（前盾）、230mm（側盾）、50mm（天蓋） 主砲バーベット部：250mm 副砲塔：150mm（最厚部） 副砲ケースメイト部：140mm 前部司令塔：300mm（前盾）、30.8mm（天蓋） 後部司令塔：140mm（側盾） |

カイザー・フリードリヒ3世級戦艦（Kaiser Friedrich III - Klasse）は第一次世界大戦前にドイツ帝国海軍が5隻建造した前弩級戦艦の艦級である。

## 艦形

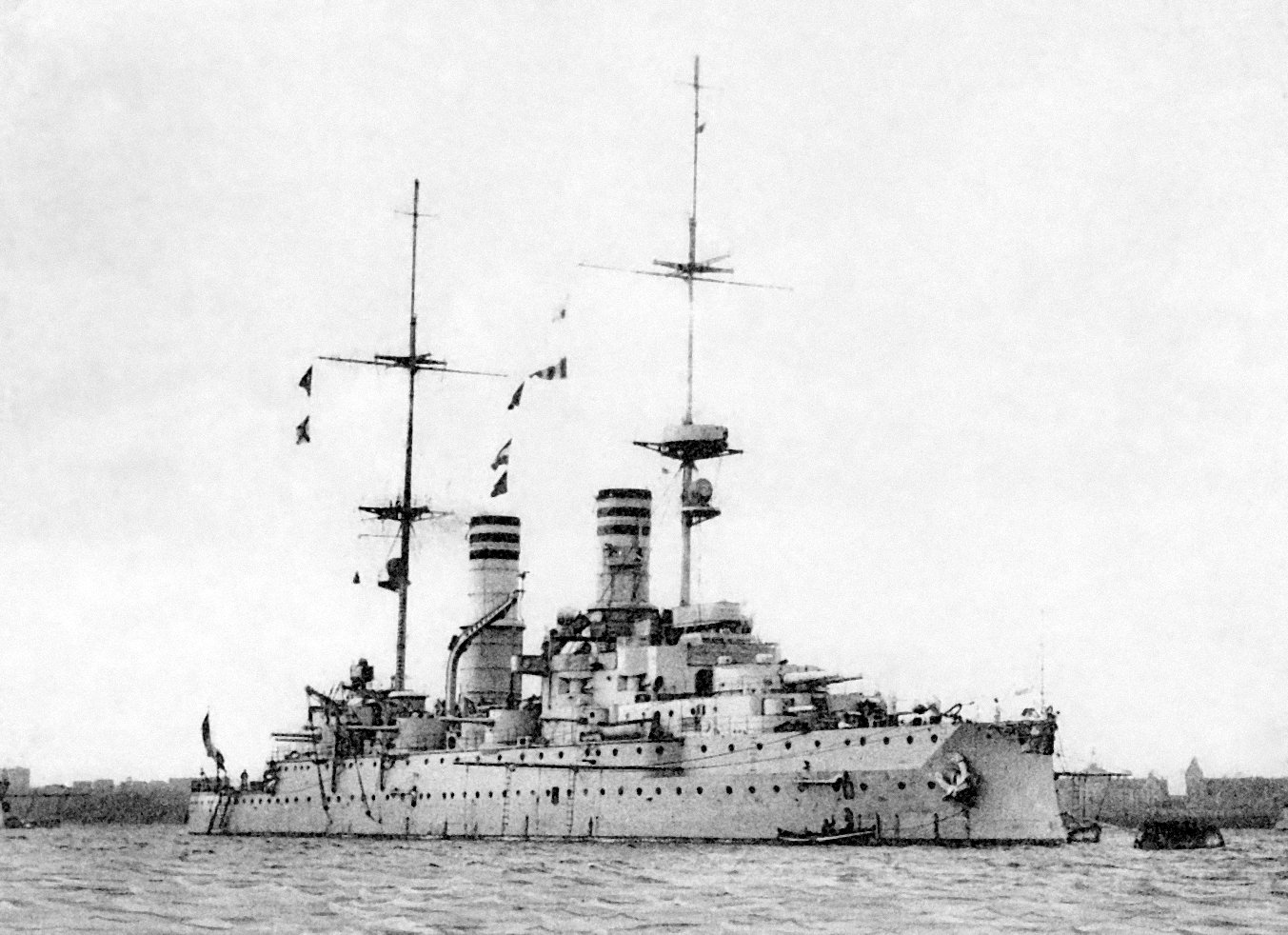
近代化改装後の「カイザー・バルバロッサ。ミリタリーマストが撤去されて単脚マストとなり、舷側配置の副砲も一部が撤去された。

本級の船体形状は波の穏やかなバルト海での運用が主であるため、海防戦艦的な水面から乾舷までが低い平甲板型船体を採用した。水面下に衝角（ラム）の付いた艦首から艦首甲板上に24cm砲を収めた連装砲塔1基の基部から上部構造物が始まり、その上に司令塔を組み込んだ操舵艦橋を基部と前部ミリタリー・マストが立つ。船体中央部に等間隔に立つ2本煙突の周囲は艦載艇置き場となっており、煙突の間に片舷1本ずつのグース・ネック（鴨の首）型クレーン計2基により運用された。2番煙突の背後に後部ミリタリー・マストと後部司令塔が1基ずつ立った所で上部構造物が終了して、後部甲板上に2番主砲塔が後向きに1基を配置した。副砲の15cm単装砲は上部構造物の艦首側と艦尾側に砲郭（ケースメイト）配置で並列2基、煙突横に露天で2基、前後マストの壁面に片舷2基、舷側甲板上に砲塔形式で3基、舷側に2基ずつの片舷9基で計18基を配置した。この武装配置により艦首方向に最大で24cm砲2門・15cm砲8門、舷側方向に最大で24cm砲4門・15cm砲9門、艦尾方向に最大で24cm砲2門・15cm砲8門が指向できる計算であった。

## 武装

### 主砲
本級の主砲には新設計の「クルップ 1898年型 SK L/40 24cm（40口径）砲」を採用した。前級のブランデンブルク級戦艦（28cm砲6門）よりも口径が小さくなっているが、この砲は速射砲であり、単位時間あたりの砲弾重量ではむしろ増大している。当時の速射砲の中では24cmは最大口径であった。その性能は重量140kgの砲弾を最大仰角30度で16,900mまで届かせることが出来る。この砲を連装砲塔に収めた。この主砲塔は自由装填方式を採用しており、どの角度からでも装填が出来た。主砲身の俯仰・砲塔の旋回は主に電力と水圧で行われ、揚弾薬機は電動式である。補助に人力を必要とした。砲身の俯仰能力は仰角30度・俯角5度である。各砲塔の旋回角度は船体首尾線方向を0度として左右150度の旋回角度を持つ。装填形式は仰角5度の固定角度装填で発射速度は毎分1.2発であった。この砲を新設計の連装式砲塔に収めた。製造元のイギリス海軍でさえ本型の原型となった「ロイヤル・サブリン級」では砲身の基部が露出した露砲塔であったのに比べ、本型は完全に装甲で覆われた現代の砲塔形式と同じ物となっており、防御能力は格段に向上していた。砲塔のバーベットは上方から見て洋ナシ形の奥に向けて尖った形状となっている。これは連装砲架を載せた主砲塔バーベットの背後に弾薬庫から砲弾を輸送する揚弾機の装甲塔が別個に備わっているためであった。既にフランス海軍の主力艦では現代と同様に内部に揚弾筒などの機構を内蔵する物が実用化されているのだが、この頃のドイツ海軍の砲塔旋回機構自体が複雑な機構であったために構造を簡略化すべく揚弾筒は別個に設けられたためである。次型であるヴィッテルスバッハ級ではフランス式の現代とさほど変わらない砲塔構造に改善された。

### その他の備砲・水雷兵装
本級の副砲には同じく新設計の「クルップ 1898年型 SK L/40 15cm（40口径）速射砲」を採用した。その性能は重量45.3kgの砲弾を最大仰角20度で射距離13,700mまで届かせる事ができる性能であった。発射速度は毎分4〜5発、仰角20度・俯角7度であった。旋回角度は艦上の単装砲塔は舷側方向を0度として左右150度、舷側ケースメイト配置は150度の旋回角が可能であった。
他に対水雷艇迎撃用にオチキス社製「オチキス 3.7cm（23口径）5連装ガトリング砲」を単装砲架で10基を艦上に装備した。その他に対艦攻撃用に45cm水中魚雷発射管を単装で艦首に並列で2基、舷側に片舷2基ずつ計6基装備した。

## 艦歴
カイザー・フリードリヒ3世はヴィルヘルムスハーフェンの海軍工廠で1895年3月に起工した。カイザー・ヴィルヘルムII世は1896年10月に続いて同工廠で起工し、カイザー・ヴィルヘルム・デア・グロッセはキールのゲルマニア造船所で1898年1月に起工した。カイザー・バルバロッサはダンツィヒで1898年8月に起工し、カイザー・カール・デア・グロッセはハンブルクのブローム・ウント・フォスで1898年9月に起工した。
本級は従来のドイツ戦艦の設計を引き継いで建造された。第一次世界大戦では第5戦隊で1915年まで限定的な任務に従事し、その後は補助艦艇として囚人船の任務に就いた。戦後は全艦が1922年までに売却、廃棄された。

## 同型艦
- カイザー・フリードリヒ3世 Kaiser Friedrich III（～デア・ドリッテ）
- カイザー・ヴィルヘルム2世 Kaiser Wilhelm II（～デア・ツヴァイテ）
- カイザー・ヴィルヘルム・デア・グロッセ Kaiser Wilhelm der Große
- カイザー・カール・デア・グロッセ Kaiser Karl der Große
- カイザー・バルバロッサ Kaiser Barbarossa

## 参考図書
- 「世界の艦船増刊第26集　ドイツ戦艦史」(海人社)
- 「Conway All The World's Fightingships 1860-1905」（Conway）